# Mendeley
Mendeley是一家位于英国伦敦的公司，該公司为学术研究人员提供产品和服务。它最出名的產品是該公司的参考文獻管理器，可用于管理和分享研究论文，并为学术文章生成参考书目。
2013年，它被爱思唯尔以5000万欧元的价格收购，这在学术界引发了较大争议，学者们担心这会影响到Mendeley的开放模式。